# Synodontis brichardi
Synodontis brichardi hay còn được biết với tên Brichard's synodontis là tên của một loài cá da trơn và là loài đặc hữu của Cộng hòa Dân chủ Congo và xuất hiện ở vùng thác ghềnh của hạ lưu sông Congo.
 Loài cá này được nhà ngư học người Bỉ Max Poll mô tả dựa trên mẫu vật thu thập được ở vùng thác ghềnh của Kinsuka, Kinshaa, Zaire. Tên loài brichardi được đựa dựa trên họ của một nhà xuất khẩu cá Pierre Brichard do ông đã phát hiện ra nó.

## Mô tả
Tương tự như nhiều loài trong chi Synodontis, xương đầu của loài này kéo dài ra phía sau và ngưng lại ở tia đầu tiên của vây lưng. Hai bên xương đầu có hai cái gai vốn là xương của chúng nhô ra. Chúng có 3 cặp râu, một cặp ở hàm trên, hai cặp còn lại thì ở hàm dưới. Vây mỡ (phần vây nằm giữa vây lưng và đuôi) thì rộng và đuôi thì chia ra làm 2 thùy.
Vây ngực và vây lưng thì có gai, và nó có thể di chuyển theo ý muốn của nó hoặc "khóa" lại tại một điểm để tự vệ. Khả năng này có được là do gái dính với những cái xương nhỏ, một khi giương cái gai lên thì không bị hạ xuống bởi áp lực ở đỉnh gai.
Hàm trên của chúng có răng hình cái đục, còn hàm dưới thì có những cái răng có thể di chuyển, hình chữ S.
Khi trưởng thành, chúng có thể đạt đến chiều dài 15 cm (5,9 in). Con cái thì to hơn con đực dù cùng lứa.

## Môi trường sống và tập tính
Trong tự nhiên, chúng sống ở vùng thác ghềnh của hạ lưu sông Congo và tương tự như nhiều loài trong chi Synodontis, Synodontis brichardi là loài ăn tạp. Thức ăn của chúng là ấu trùng côn trùng, tảo, động vật chân bụng, động vật giáp xác, sò và trứng của những loài cá khác.
 Mùa sinh sản thì có lẽ diễn ra vào mùa lũ từ tháng 7 đến tháng 10, rồi chúng bắt cặp và bơi cùng nhau đến hết mùa sinh sản. Tốc độ phát triển của chúng tăng nhanh vào năm đầu tiên rồi giảm dần theo từng năm.